# Шикунов, Павел Егорович
Павел Егорович Шикунов (1912, Фролово, Витебская губерния — 14 января 1945, Польша) — советский военнослужащий, участник Великой Отечественной войны, Герой Советского Союза, снайпер 515-го стрелкового полка 134-й стрелковой дивизии 69-й армии 1-го Белорусского фронта, сержант.

## Биография
Родился в 1912 году в деревне Фролово ныне Западнодвинского района Тверской области. Член ВКП(б)/КПСС с 1944 года. Окончил семь классов неполной средней школы. Работал в колхозе.
В рядах Красной Армии в 1934—1936, 1939—1940 и с июня 1941 года. Участник советско-финляндской войны 1939—1940 годов. В боях Великой Отечественной войны с июля 1941 года. Воевал на 1-м Белорусском фронте. Был трижды ранен.
14 января 1945 года. День прорыва укреплений врага, трудный кровопролитный день. Кончилась артиллерийская подготовка, огонь перенесен в глубину обороны врага, и стрелки 515-го стрелкового полка пошли на вражеские траншеи. У фольварка Пасилув 2-й батальон залёг: бил станковый пулемёт, не давая поднять головы. П. Е. Шикунов привычно пополз по-пластунски в сторону от цепи, потом лежал, высматривал. Немецкий пулемётчик хорошо замаскировался. П. Е. Шикунов заметил его в развалинах сарая. Сержант снова пополз, теперь уже более осторожно. Передохнув, сержант бросил гранату, затем другую. Пулемёт замолчал. Батальон ринулся в атаку. А Шикунов поддержал своих автоматным огнём.
На одной из промежуточных позиций снова обнаружилась неподавленная пулемётная точка. И Шикунов опять выручил батальон. Он снова вызвался на вылазку, перехитрил противника, забросав немецкий дзот гранатами. Помеха устранена. Гитлеровцы пошли в контратаку. В этом бою погиб. Похоронен в населённом пункте Насилув южнее города Пулавы в Польше.
Указом Президиума Верховного Совета СССР от 24 марта 1945 года за образцовое выполнение боевых заданий командования и проявленные при этом мужество и героизм сержанту Павлу Егоровичу Шикунову посмертно присвоено звание Героя Советского Союза.
Награждён орденами Ленина, Славы 3-й степени, медалью «За отвагу».